# 411vm 42
411vm 42 je dvainštirideseta številka 411 video revije in je izšla septembra 2000. 
To je prva številka, v kateri se je pojavil članek Check up. V tej številki Mike Vallely prvič pokaže svojo navdušenost nad poklicno rokoborbo, kar lahko vidimo tudi v filmih ON video Summer 2000 in Mike V's Greatest Hits.
Rolkarski kraj 3rd and Army je bil znova predstavljen v filmu Streets: San Francisco.

## Vsebina številke in glasbena podlaga
Glasbena podlaga je navedena v oklepajih.
- Openers Chris Cole, Mark Appleyard, Bob Burnquist
- Chaos (Hummer - Don't)
- Day in the life Daewon Song (California Music Authority - Over All, The People Under the Stairs - Youth Explosion, Ming + Fs - Hell's Kitchen)
- Main event Premiera ON video revije, Mike Vallelyjev spopad v rokoborbi (Pedro the Lion - Slow and Steady Wins the Race, Fugazi - Last Chance for a Slow Dance, The International Noise Conspiracy - Smash it up)
- Check up Brian Sumner (The Get Up Kids - Holiday)
- Industry Consolidated
- Road trip World Industries v ZDA, Duffs v Kanadi, Santa Cruz od San Francisca do Denverja, Converse po vzhodni obali ZDA (A.L. - Lyrics, Rahzel - Make the Music 2000, Fugazi - Closed Caption, Patchworks)
- Spot check 3rd and Army (Common - Funky For You)

Glasba v zaslugah je Suicidal Tendencies - Naked.